# Kragujevský masakr

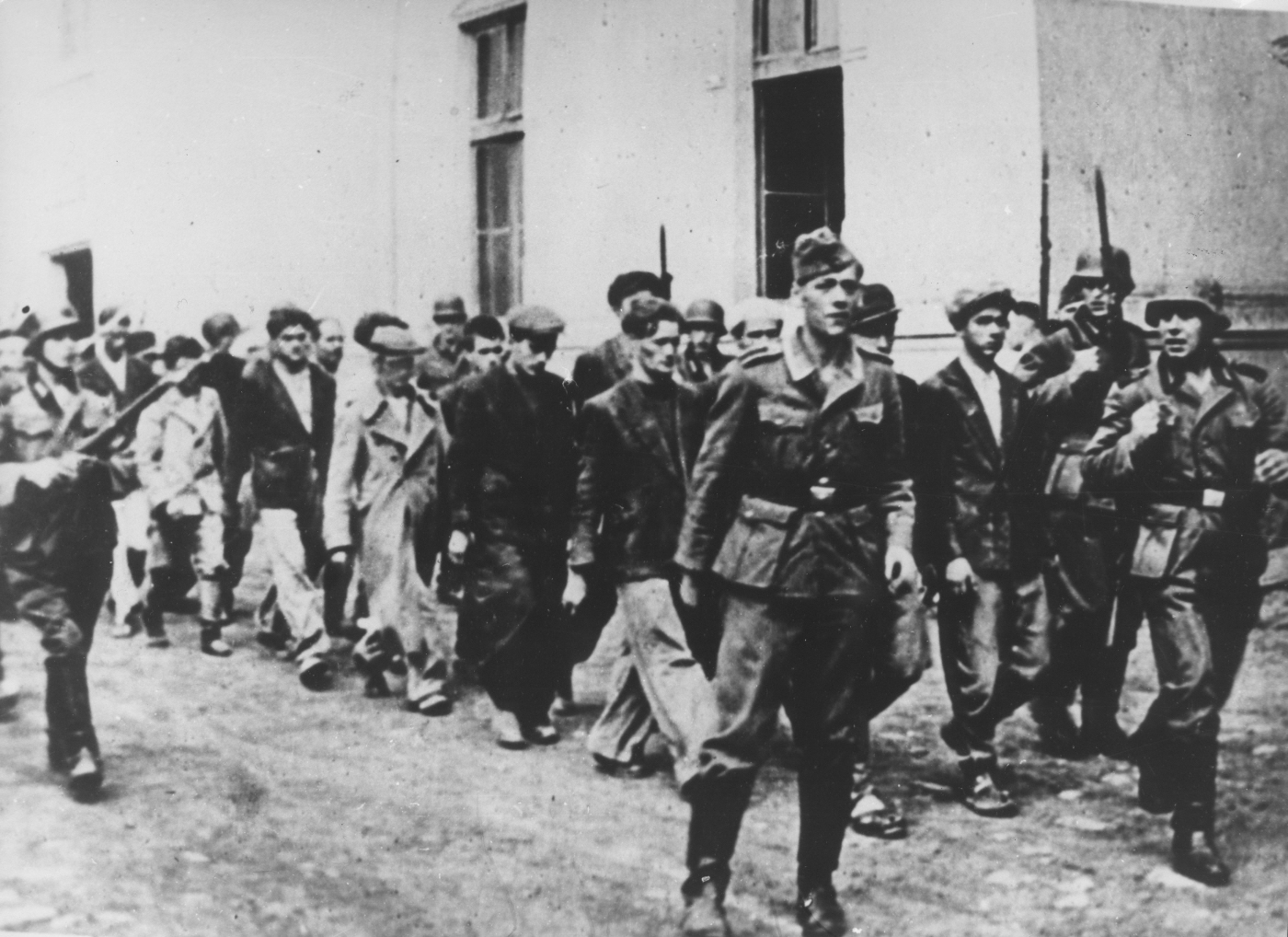
Němečtí vojáci odvádějí obyvatele města na popravu

Kragujevský masakr je označení pro vyvraždění mužů a chlapců v srbském městě Kragujevac, jež se odehrálo ve dnech 20. a 21. října 1941. Vojáci německého Wehrmachtu zavraždili všechny muže a chlapce z města ve věku od 16 do 60 let; v průběhu jednoho dne bylo popraveno přibližně 2 300 civilistů, včetně studentů místního gymnázia.

## Pozadí
V dubnu 1941 zahájily německé a italské jednotky útok na Jugoslávii, která tak byla vtažena do druhé světové války. Obsazovaní jejího území mělo za následek vytvoření a rozvoj jugoslávských odbojových hnutí.
Po vstupu země do války byla situace v Kragujevci v souvislosti s odbojovými akcemi a represemi spíše klidná; četnické hnutí se zde zformovalo až na konci května a místní partyzánský oddíl vznikl v červenci. Hnutí odporu začalo později růst a povstalci ovládli rozsáhlé území na západě Srbska, kde bylo vytvořeno osvobozené území, tzv. Užická republika.
Dne 16. září 1941 vydal Hitler nařízení potlačit povstání za každou cenu; generál Wilhelm Keitel vydal současně nařízení, podle kterého mělo být za každého zabitého německého vojáka popraveno 100 osob, a za každého zraněného polovina. Počátkem října komunisti společně s četníky zaútočili na německé jednotky v blízkosti obce Gornji Milanovac, kde se jím podařilo zabít a zranit několik německých vojáků (10 zabitých a 26 raněných). Posilněné řady německých vojáků následně zahájily úspěšnou ofenzívu. Masakr měl posloužit jako přímá odveta za ztráty německých vojáků v této bitvě.          

## Masakr
Dne 18. října začalo na nařízení generála Franze Böhmeho hromadné zatýkaní všech komunistů a Židů. O dva dni později, 20. září, vtrhly německé jednotky do města, jež zcela uzavřeli a začalo zatýkání – v domácnostech, v dílnách, na ulici, ale i ve školách. Zatknutých bylo kolem 10 000 civilistů, převážně mužů ve věku 16-60 let.
Dne 21. října vyvedli němečtí vojáci zatčené obyvatelstvo ven z domů; následovala selekce, při níž byli odděleni mladí lidé od starých, a také lidé jiné národnosti než srbské. Milost dostali také lidé, kteří se prokázali legitimací některé z nacistických organizací. Někteří zatčení se do posledních chvil nevzdávali naděje na záchranu. Když už neměli co ztratit, skupina mužů se na signál jednoho z nich rozutekla na všechny strany, i když věděli, co je čeká. Stráže po nich okamžitě začali pálit. Ostatní Němci vodili ve skupinkách na různá místa, kde jim byl (někdy) přečten rozsudek smrti, pak se měli otočit a začala střelba. Střelba utichla až ve dvě hodiny odpoledne.
Odvetou za 10 mrtvých a 26 zraněných německých vojáků při útoku na Gornji Milanovac bylo zabito přibližně 2 300 mužů (ohledně otázky počtu obětí se stále vedou diskuse). Mezi oběti masakru patřilo i 144 studentů místního gymnázia; umírali často ve skupinách, které tvořily celé třídy, včetně učitelů nebo ředitele školy.